# Probles gilvipes
Probles gilvipes är en stekelart som först beskrevs av Johann Ludwig Christian Gravenhorst 1829.  Probles gilvipes ingår i släktet Probles och familjen brokparasitsteklar. Arten är reproducerande i Sverige. Inga underarter finns listade i Catalogue of Life.